# MB Miðvágur
Maillots
Le Miðvágs Bóltfelag (souvent abrégé MB) est un club omnisports féroïen fondé en 1905, situé à Miðvágur. Le club comprend une section de badminton, d'aviron et de football.

## Palmarès
- Championnat des îles Féroé D2
  - Champion : 1977, 1982, 1989

- Championnat des îles Féroé D3
  - Champion : 2014